# ルノーサムスン・SM3
SM3（エスエムスリー）は韓国のルノーサムスン自動車が製造していた小型（韓国国内でいう準中型）セダン。
当項では、2代目をベースとした電気自動車「SM3 Z.E.」についても併記する。

## 概要
初代はすでに発売されていた同社の上級セダン、SM5の下に位置する車種として日産・ブルーバードシルフィをベースに2002年に登場した。2代目は3代目ルノー・メガーヌをベースにセダンスタイルへ仕立て2009年に登場した。2014年現在、同社のセダンラインナップ中最小車種であり、同時にエントリーカーの役割をも担う。生産は他車同様、同社釜山工場にて行われる。
韓国国内では一般車の他に、パトカー仕様（白地に青ラインが入り「POLICE」の表記）も多く見かける。

## 初代  N17型（2002年 - 2010年）

### 前期（2002年-2005年）
2002年9月2日に発表、発売。
「Core（安全性・品質・パフォーマンス）&More（スタイリングと経済性）」のコンセプトを掲げた。親会社のルノーとパートナーシップを組む関係上、日産のブルーバードシルフィ（G10型）をベースとし、エンジンは韓国内課税基準に配慮し1500cc（1600ccもあった）のQG15/16DEがメインとされた。ブルーバードシルフィに設定のある1,800cc（QG18DE）や2,000cc（QR20DD）は設定されなかった。トランスミッションは5速MTと4速AT、駆動方式はFFのみ（4WDは未設定）、足回りはフロントがストラット式、リヤがマルチリンクビーム式が設定された。
スタイリングやインテリアデザインは、マーク類やリヤコンビランプのデザイン以外変更されなかった。日本の法規と異なり5ナンバーサイズという制約がないため、サイドドアモールは若干大型化され、全幅は1710mmである。1,500ccクラス初のSRSサイドエアバッグとEBDつきABSを装備し安全性をアピールした。

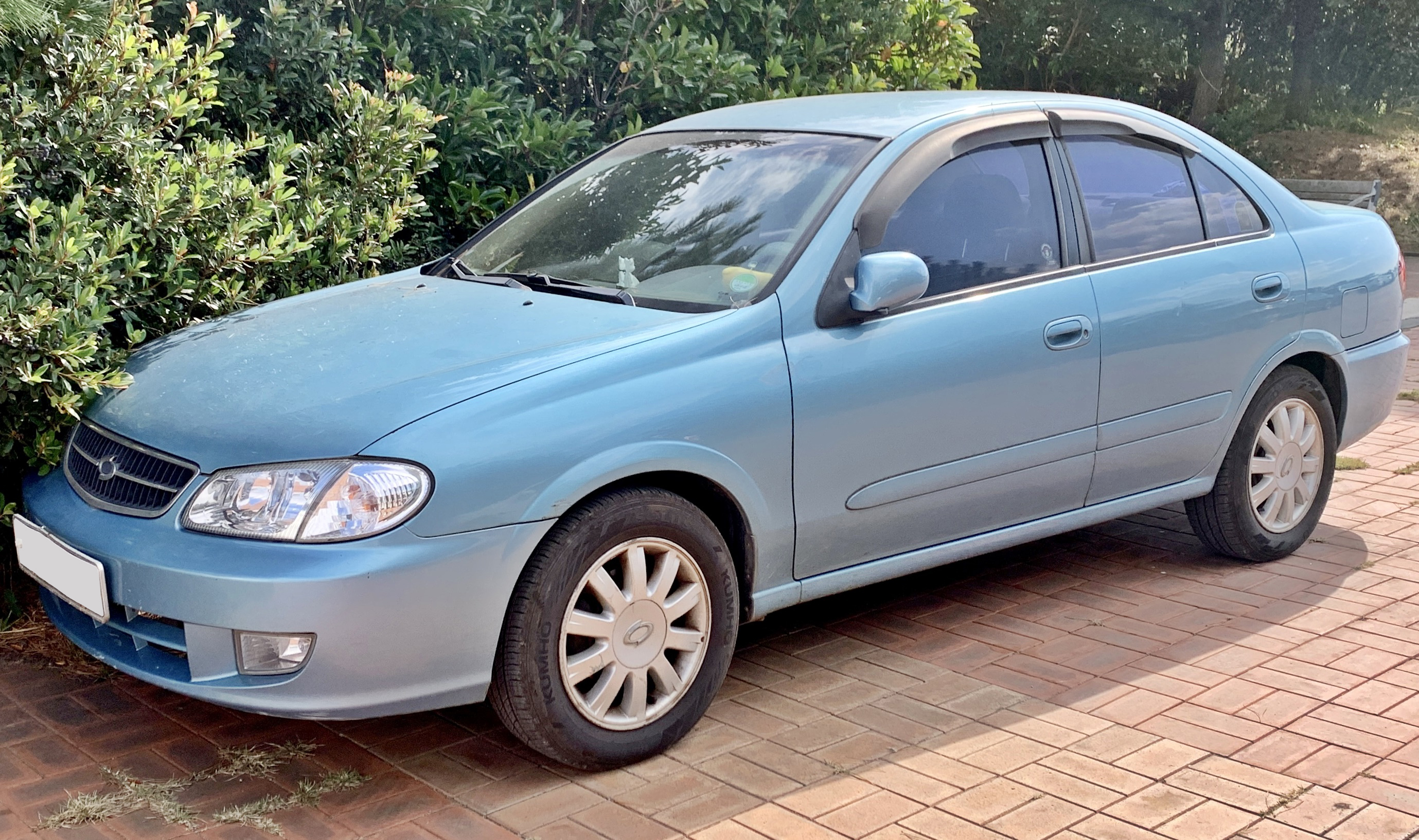
フロント
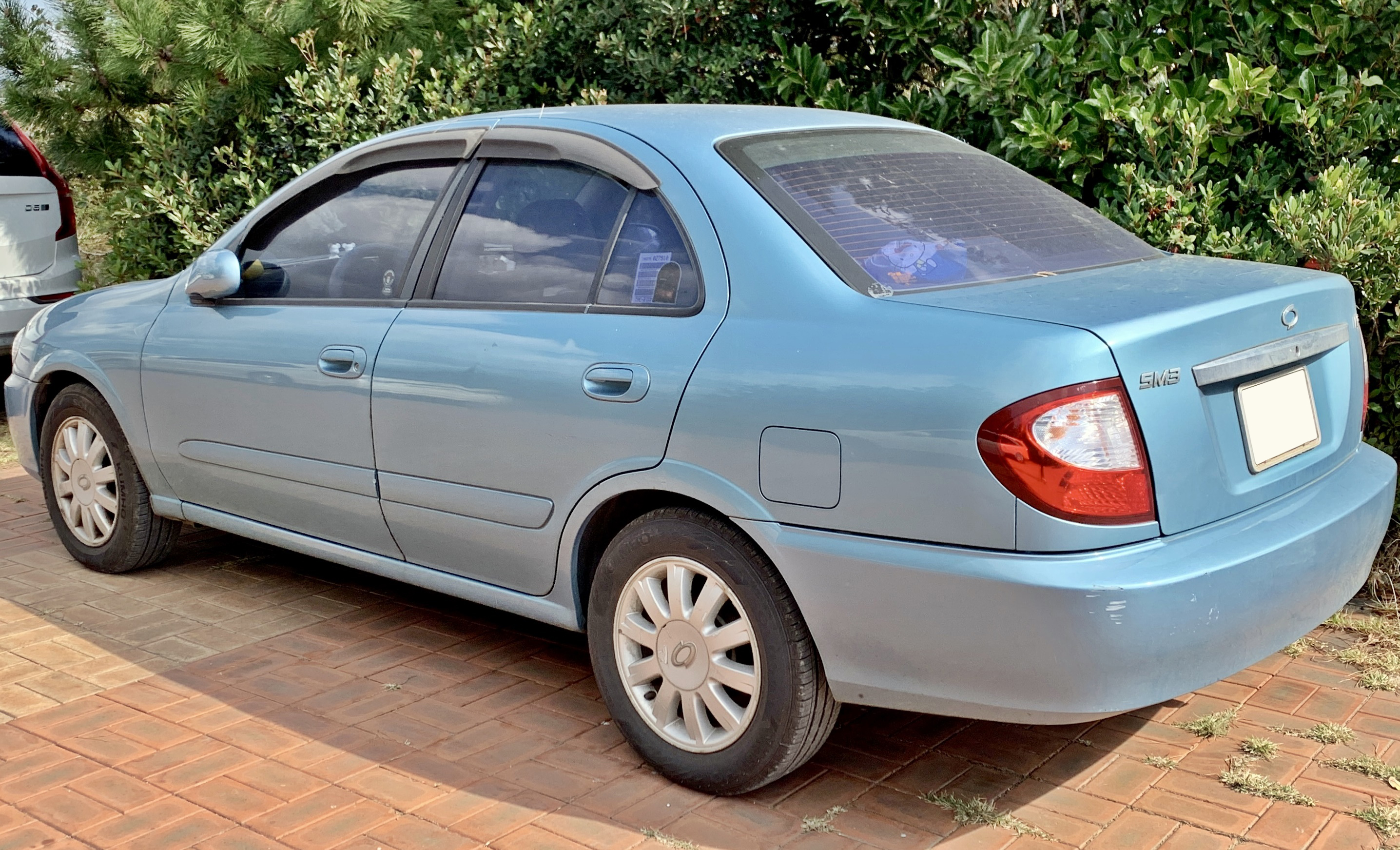
リヤ

### 後期（2005年-2010年 2009年からは「SM3 CE」）
- 2005年8月24日 - 発表、発売。外観はヘッドライト・バンパー・フェンダー類、リヤコンビランプ、トランク造形を大幅に変更した。角ばっていた車名エンブレムの書体を、SM7やSM5同様ラウンドした書体へ変更した。内装はシート地を一新、ブルーバードシルフィにはないゲート式ATを採用、メーターをより見やすくしてスポーティーさを演出した。オーディオは携帯メディア機器を接続できるようAUX端子を追加した。後部座席は韓国車で初めてISOFIXに対応した。エンジンは前期型では1,500ccと1,600ccの2種類があったが、2005年、韓国内の自動車排気量課税基準が1,500ccから1,600ccへ変更されたことを受けて[注釈 1]全車1,600ccのみ設定でCVTC（ルノー・日産アライアンスから技術供与）が採用された。従来の1600ccとの比較では出力105PSから107PS、燃費12.3km/lから12.6km/lへ向上した。トランスミッションは前期同様5速MTと4速ATが設定された。
- 2006年 - 日本のドレスアップメーカーであるWALD（ヴァルド）が手がけた「スポーツライン（SPORT LINE）」も造られた（カタログモデルではない）。特徴として5穴化されたハブ、WALD製19インチホイール＆ブレーキキャリパーと両側出しマフラー、専用エアロパーツなどを装着している。尚、この個体は2016年6月時点においてもルノーサムスンギャラリーに展示されている。
- 2008年2月1日 - 2008モデルへ移行。新グレード「Neo」を追加した（引き換えに「SE Plus」は廃止、のちにXEも廃止された）。Neoは新設定の外装色レッド、内装はレッドステッチを用いたブラックレザーパッケージ、16インチアルミホイール、ブラックインナーヘッドランプ＆フォグランプ（XEと同装備）などが特長である。シリーズ全体も改良されオートライトシステム、スマートパッケージがオプション選択可能になった。
- 2009年7月1日 - 2代目登場後も仕様を一部変更して継続販売すると発表、同13日から発売した。グレードは“Classic　Edition”を意味する「CE」「CEプラス」「CEプレミアム」に集約し、エントリーカーとしての需要に特化する。メーカー公式サイトでは2代目SM3と区別する意味でSM3 CEシリーズとしている。
- 2010年
  - 7月12日 - 燃料タンクに不具合が見つかったため、リコール。2009年5月6日～6月15日に生産された5万9410台が対象[1]。
  - 12月 - 生産終了（在庫分は2011年3月まで販売が続けられた）。新興国向けのルノー・スカラ及びロシア向けアルメーラクラシック、中東・南米向けサニーについては継続生産されたが、2013年3月に終了。

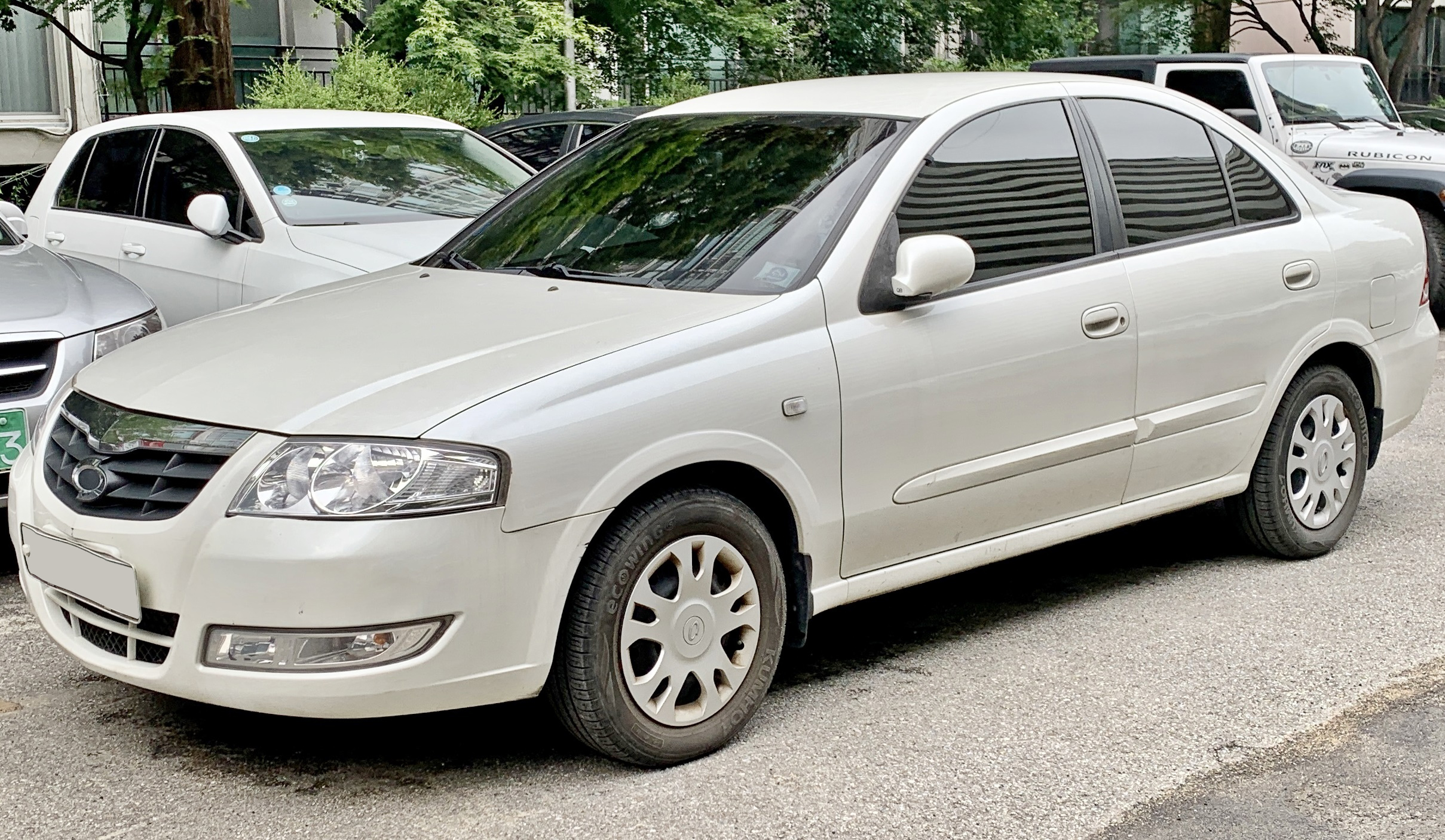
フロント
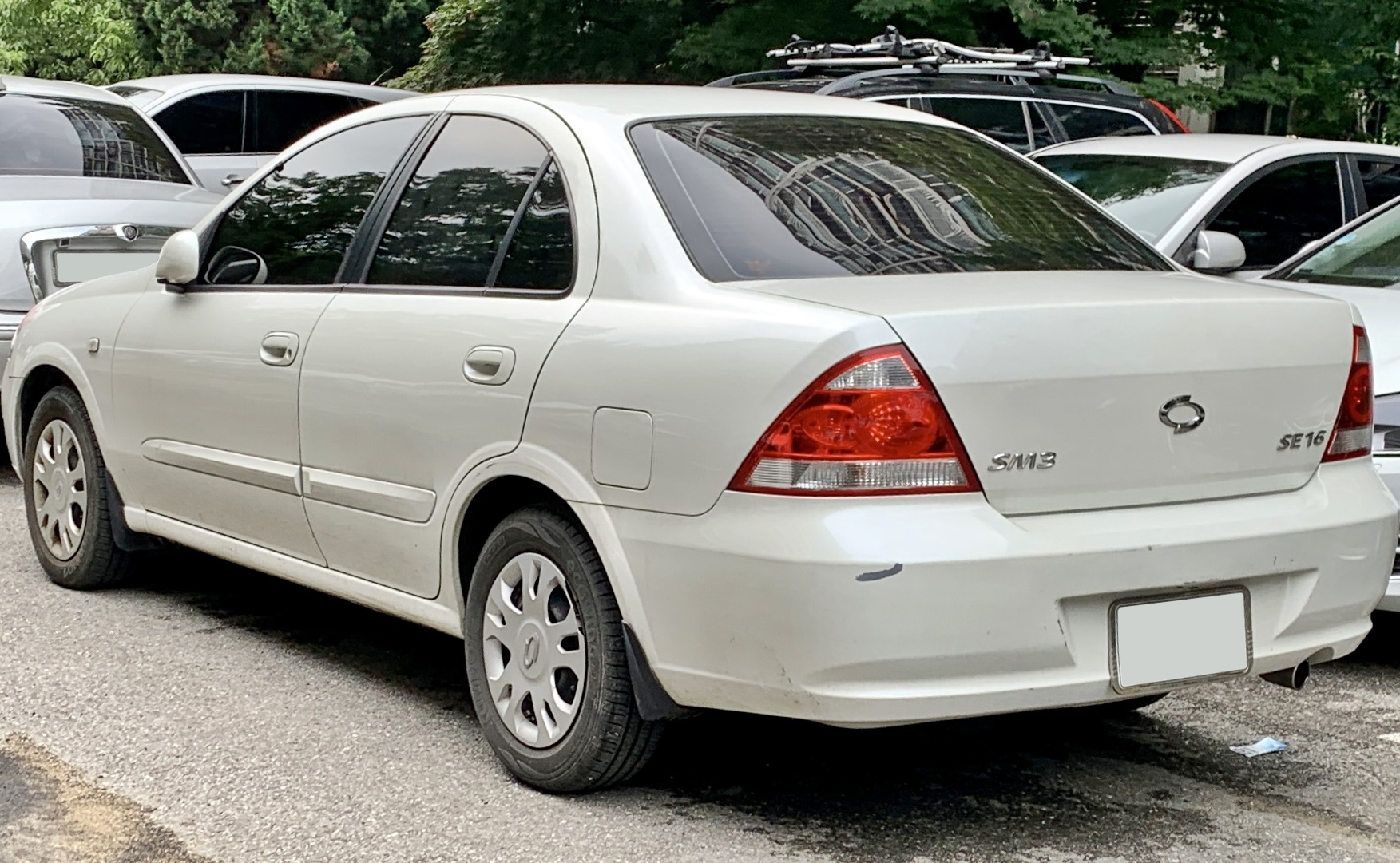
リヤ
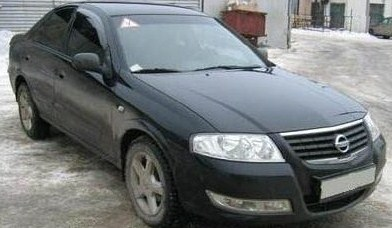
OEM車両の日産・アルメーラクラシック

## 2代目 L38型（2009年 - 2019年）

### 前期型（2009年-2012年）
- 2009年
  - 4月 - ソウルモーターショーで次期型「New Style, new SM3」として発表[注釈 2]後、同年7月13日に発売された。「Different　Premium」のキャッチコピーを掲げ、クラスを超えた高級感をアピールしている[注釈 3]。

初代はブルーバードシルフィ（MSプラットフォーム）がベースだったが、2代目は3代目メガーヌ（ルノー・日産アライアンス開発のCプラットフォーム）をベースに、31ヶ月間に3200億ウォンをかけて開発された。
全長4,620×全幅1,810×全高1,480mmで先代比で一回り以上大きく、ホイールベースは初代SM5同等の2,700mmへ拡大された。室内空間はCセグメント[注釈 4]に属する韓国車中で最も広く、中型車（同社でいうSM5のクラス）に近い広さである。
主な装備は、クラス初のBOSE社と共同開発したBluetooth/MP3対応オーディオシステム、左右独立温調フルオートエアコン、後席用送風口、LEDターンランプ内蔵ドアミラー、ESP、本皮革シート（REのみ）などがある。
駆動方式は初代同様FFのみで、CVTC採用の新開発H4M型1.6Lガソリンエンジンを採用。これに組み合わせられるジヤトコ製6速シーケンシャルモードつきエクストロニックCVTの燃費は約15km/L、同じく5速MTでは（PE、SE、LEのみ）約16.3km/Lと同クラスとしては極めて良好な数値をマークしている。
当初は「PE（＝Pride Edition）」「SE（＝Sensitive Edition）」「LE（＝Luxury　Edition）」「LEプラス」「RE（＝Royal Edition、最上級グレード）」の計5グレード体制だった。
  - 7月26日 - サターン買収を検討していた米国の自動車販売会社ペンスキー・オートモーティブからの依頼により、2代目をサターンブランドで北米市場に輸出する計画があることがルノーサムスンの幹部によって発表された。同時に、同月からペンスキーの関係者が京畿道竜仁市器興にあるルノーサムスンの中央研究所に滞在し、商品性評価作業を行っていることも明らかにされた。
しかし、その後交渉決裂により計画は消滅した。実現すればルノーサムスンとして初の北米市場への輸出となるはずであった[2]。
  - 8月31日 - 2代目メガーヌセダンの後継車種で、SM3のルノーブランド版に相当するルノー・フルエンスが発表された。フルエンスの製造はルノーサムスン釜山工場ではなくトルコのブルサにあるオヤック・ルノーが担当し、トルコ、ロシア、ルーマニアなどで販売が行われる予定である[3][4]。
  - 12月1日　3代目SM5の発売予定発表の席で2011年後半－2012年前半の間にSM3をベースとしたEVを発売することを発表した。
- 2010年
  - 5月3日 - 一部改良により2011年モデルへ移行。全車に準中型車クラス初のサイドエアバッグを標準装備した。「LEプラス」を廃止し、「SE」ベースに左右独立温調フルオートエアコン、後席エアダクト、フロントヒーター内蔵、ブラックインテリア、を装備する「SEブラック」を設定（5MT、CVTともに設定あり）。同時に「LE」はCVTのみとなり、6対4分割リヤフォールディングシートとスマートカードエントリー、Google Apps Premier Edition HMI（Human Machine Interface）インパネを新たに採用した。また、同月末からは（フルエンスとして製造した車両を）UAEやクウェート、サウジアラビア等への輸出を開始した。
  - 6月24日 - 発表から1年弱で累計販売台数6万台を突破。準中型車のシェアとしてはトータルで20%前後を堅持。購入層は幅広く、男女比率は74対26（%）となっている。
  - 9月1日 - SM5と同一の2.0L・M4R IIエンジンを搭載した「20」シリーズを追加。専用デザインのアルミホイール（LE20、RE20）とシルバー加飾のアウタードアグリップを装備。
  - 10月3日 - 2012モデルを発表。韓国車初のワークアウェイクロージングシステム（WAC）を採用。これは、カードキーを所持していればアクセスボタンを押さなくても車両から1～2m離れただけで自動的に施錠されるものであり、ダイハツが採用していた車両側リクエストスイッチ非内蔵型のキーフリーシステムと機構的にはほぼ同じである[注釈 5]。グレード体系は従来の1.6L・2.0Lとも「LE」を廃止し、代わりに17インチアルミホイールとブルーステッチのシートを装備した「LEエクスクルーシブ」を設定。価格はシリーズ平均で15万ウォン（日本円で約1万円）のアップにとどめている。
- 2012年3月16日 - BOSE製オーディオ、「BOSE」エンブレム。ブラック/ホワイトを基調にしたインテリア、ブラックドアミラーカバー、17インチ専用アルミホイール等を装備した「BOSE スペシャルエディション」「BOSE20 スペシャルエディション」を発売。同時に、「SE」「SEブラック」の5MTを廃止。

### 中期型（2012年-2014年）
- 2012年8月27日 - マイナーチェンジを施した上で2013年モデルとして発表。9月1日より発売を開始[5]。

3年ぶりの大幅な手直しとなる今回は、洗練美と躍動性を強調した「モダンダイナミズムデザイン（Modern Dynamism Design）」をコンセプトに開発された。エクステリアはバンパー、フロントグリル、ヘッドライトの意匠が一新され、同時に、エンブレムの書体もL47型SM7と同一のものに変更。また、ボディカラーには新色として「オリエンタルレッド」と「エボニーブラウン」を追加した。
インテリアにはかなり手が加えられ、メーター部分にはカラー液晶を用いた「ダイナミックカラーデジタルクラスター」を採用し、見やすさと先進性を高次元で両立させるとともに、LEとREについてはパーキングブレーキを従来のサイドレバー式から準中型車クラス初の電子式（E-PKB）に変更することで運転席周辺のスペース効率を向上させた。また、スマートフォンと連携してWi-Fi通信等、各種エンターテイメントを楽しめるオーディオシステム「マルチメディアインフォメーションシステム」やクルーズコントロール、駐車を助ける「ダイナミックパーキングガイドシステム」などを新採用。
エンジンについても新開発の1.6L「H4M k」を採用し、それに組み合わせるCVTも新開発の「X-CVT」に置換された。これらにより、クラストップの17.5km/Lを実現させている。2.0Lエンジン搭載の「20」シリーズと5MTは廃止された（同時にルノーサムスンのラインナップからもMTが消えた）。
- 2013年6月1日 - 2014モデル発表。同時に、ソウルモーターショー2013で先行公開されたスポーツグレード「XE」を追加。「SEプラス」をベースに専用17インチアルミホイール、ブラック処理のルーフとドアミラーカバー、白と黒を基調としたインテリアを備えている。

### 後期型（2014年-2019年）
- 2014年
  - 4月24日 - エクステリアを大幅改良すると同時に、車名に「Neo」のサブネームを追加。フロント周りは兄弟車種であるフルエンス同様に両側のヘッドランプをグリルで繋いだ連続感のあるデザインとし、加えて、バンパー内にはデイライトを内蔵し、クロームベゼルを採り入れることで洗練さをアピール。また、LEとREのリヤにはLED内蔵の新造形のリヤコンビネーションレンズを採用して視認性と先進性をアピールしている。エンジンはH4Mのままだが、CVTのセッティングを見直したことで燃費が向上。ヒルスタートアシスト（HSA）や前方警報装置も新たに採用して安全性も向上した。
  - 11月3日 - 中間グレード「SEプラス」をベースに、17インチアルミホイールや内外装パーツにレッドのアクセントを加えた「R4U（＝Red for You）エディション」を設定。ボディカラーはクリムゾンレッドとブラックから選択可能。尚、SM5のR4Uエディションも同日、同時に発表された。また、既存グレードも改良され、全グレードにおいて車体姿勢制御装置（ESC）、スロープジャングル防止装置（HSA）、タイヤ空気圧自動検出システム（TPMS）が標準装備となった。
- 2015年4月1日、小改良で2016モデルに移行。ナビゲーションシステムをSM7やSM5に搭載された「スマートミラーシステム」に進化。また「R4U」「SEプラス」を廃止する代わりに「LE」を復活させ、グレードは「PE」「SE」「LE」「RE」の4種となった。
- 2016年1月4日、1.5Lディーゼルエンジン「dCi」搭載車を追加。トランスミッションはSM5やQM3同様にゲトラグ製の6速DCTが採用される。グレードは「SE」「LE」の2種。
- 2019年12月 - 販売終了（Z.E.は継続販売）。

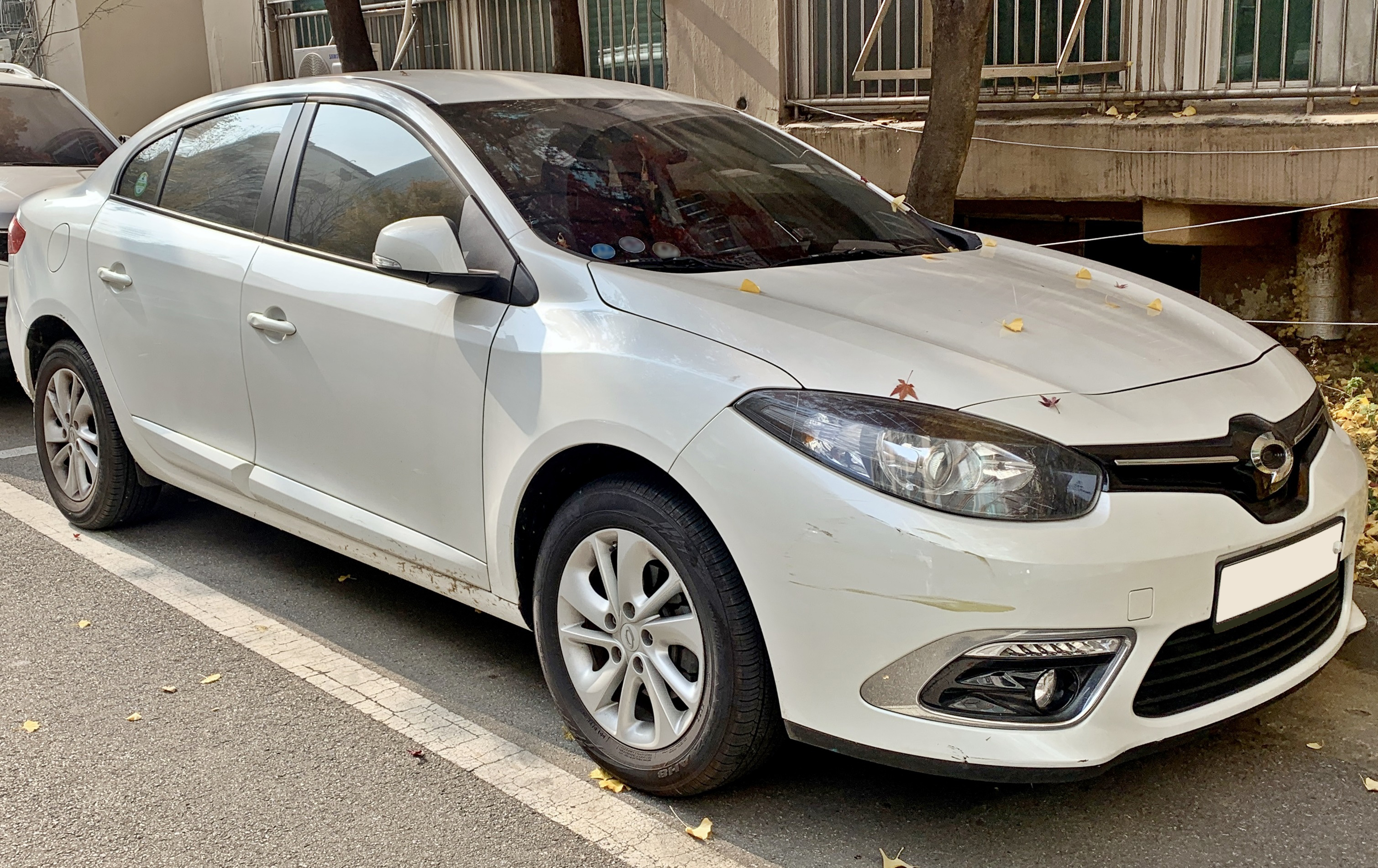
中期型　LE　フロント
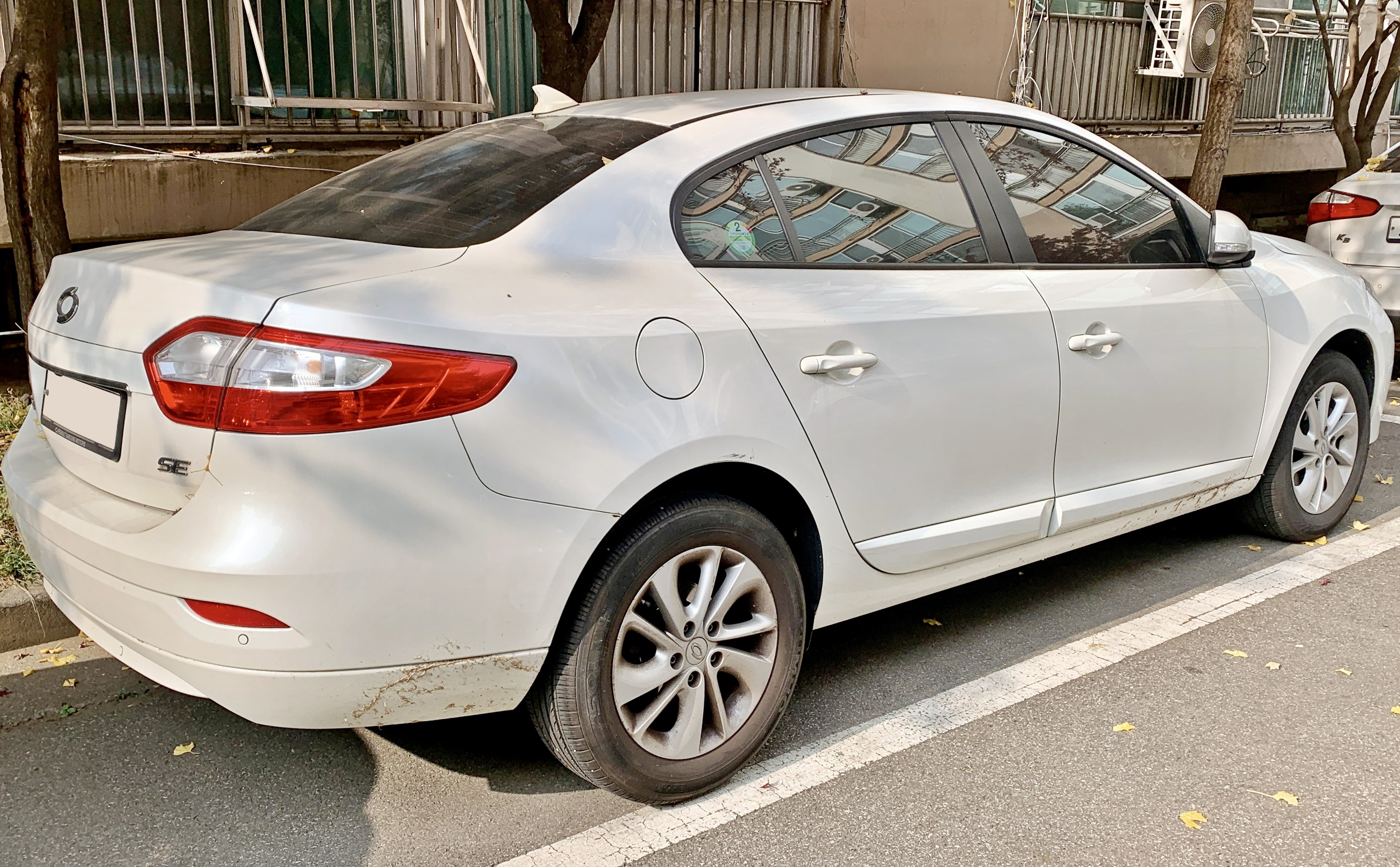
中期型　LE　リヤ
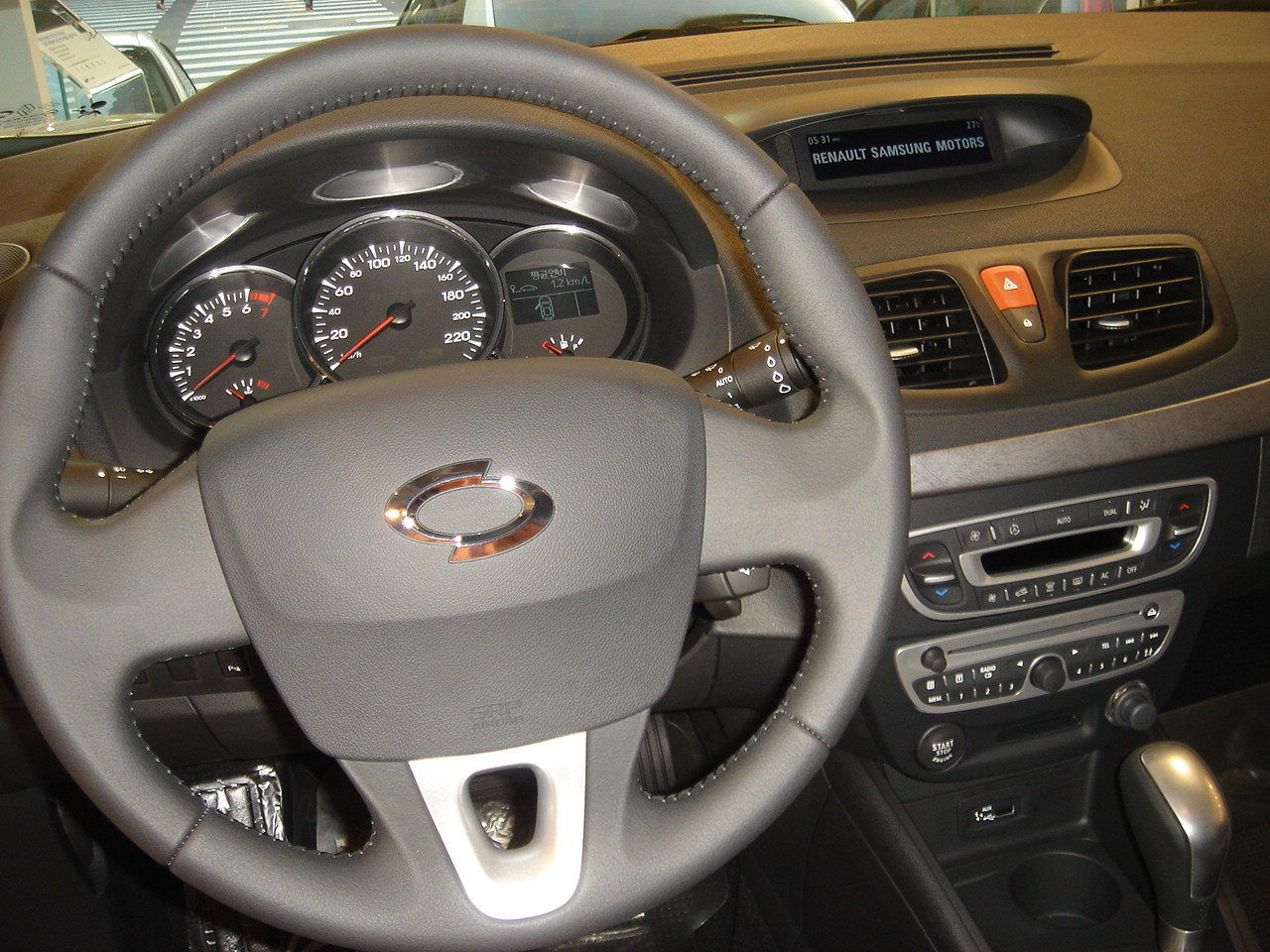
RE インテリア（前期型）

### SM3 Z.E.（2013年-2020年）
- 2010年11月 - 知識経済部主催のスマートグリードウィーク行事にフルエンスZ.E.のルノーサムスン版である「SM3 EV」のプロトタイプを展示。モーター出力は最大70KW/h、最高速度は150km/h。220Vの交流単層電気を介し、3kw/h級の充電器を通じて車内搭載の24kw/hのリチウムイオンバッテリーを充電し、1回の充電で約160km以上を走行できるように製作された。3KW/h級の低速充電時には完全充電まで最大8時間、急速充電器を利用する場合は20分で約80％以上充電可能である。バッテリーはトランク部分に設置され、「クイックドロップ機能」で3分以内にバッテリーを交換出来るように設計されている[6]。
- 2011年3月31日 - ソウルモーターショー2011において、フルエンスZ.E.のルノーサムスン版として「SM3 Z.E.」の名で発表された。
- 2013年
  - 3月 - ソウルモーターショー2013において、市販仕様発表された。
  - 10月 - 中期型をベースに量産を開始。官公庁や法人をメインに発売開始。
- 2014年8月29日 - 同年9月から2015年4月までの期間限定でソウル特別市との協力で、韓国初の電気自動車タクシーとしてSM3 Z.E.を10台ソウル市内のタクシー事業者に無償貸与することを発表[7]。なお、貸与された事業者はソウル市から南山トンネルの通行料や市内に設置された急速充電器使用料の免除、公営駐車場料金50％引きなどの特典を享受できる。
- 2016年7月20日 - 後期型をベースにマイナーチェンジし、2017モデルを発表。ボディカラーの差し替え、ワンタッチトリプルターンシグナル、などが改良点で、価格も最高で190万ウォン引き下げられた。
- 2017モデルの場合、グレードは「RE」と「SE」の2種が設定される。
- 2020年12月をもって、生産終了。

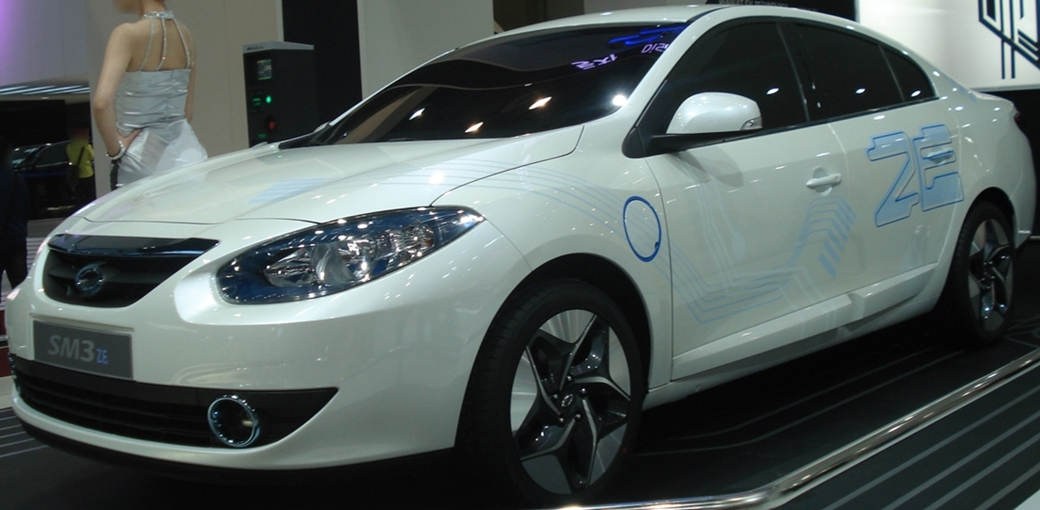
SM3 Z.E.　プロトタイプ　フロント
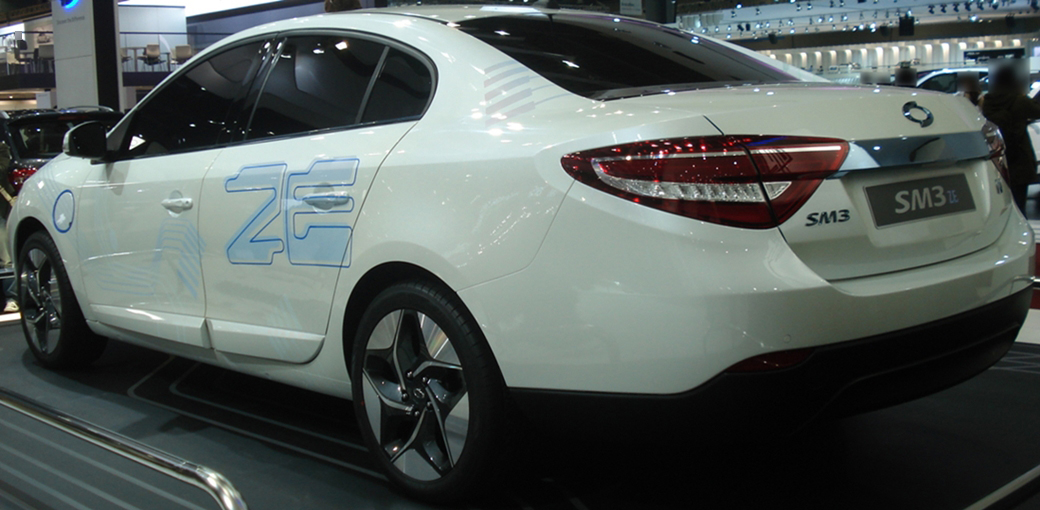
SM3 Z.E.　プロトタイプ　リヤ
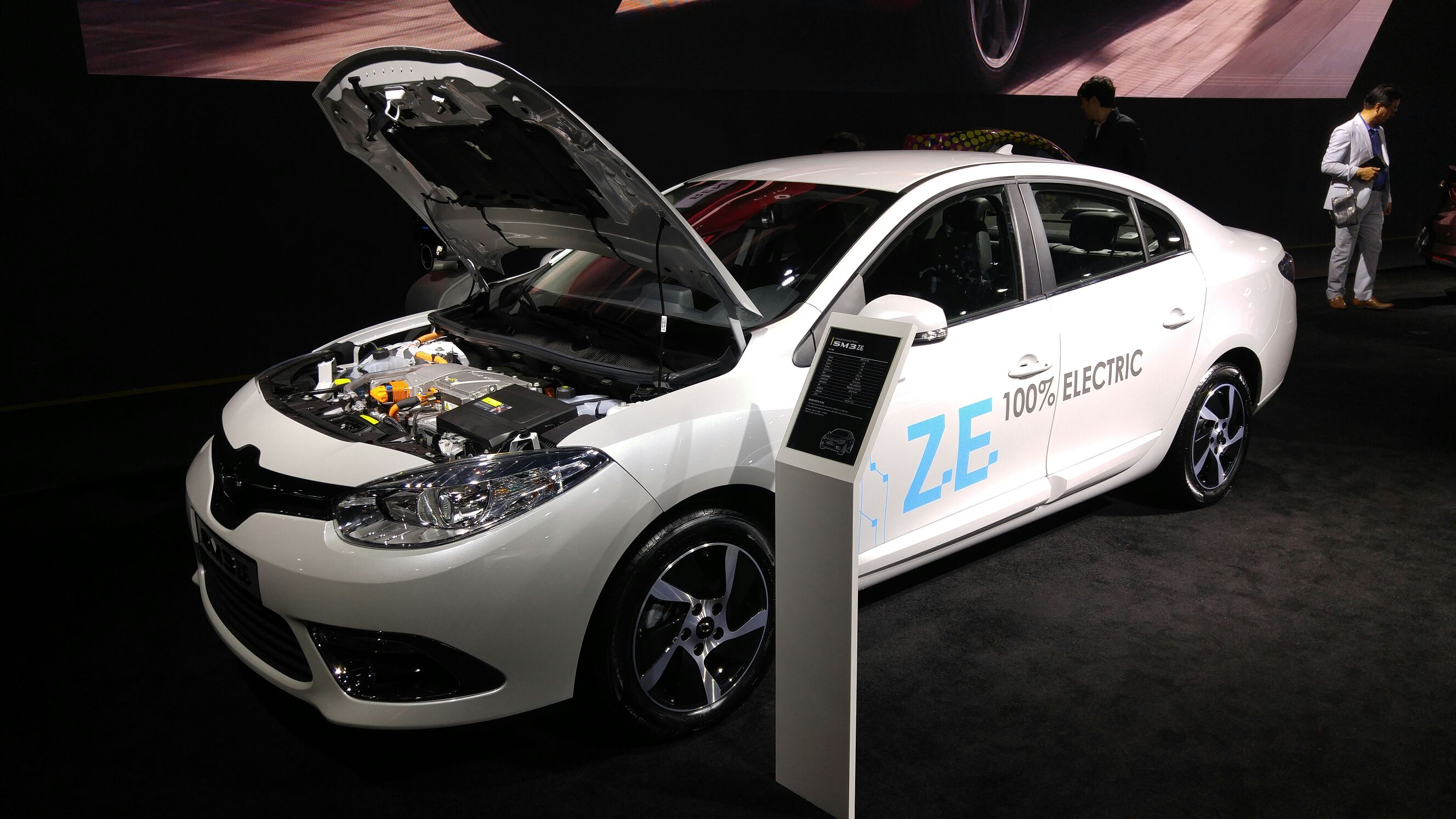
SM3 Z.E. 市販仕様（2016年-　）　フロント
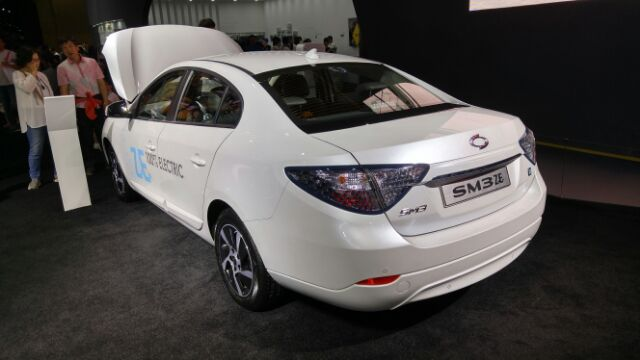
SM3 Z.E. 市販仕様（2016年-　）　リヤ
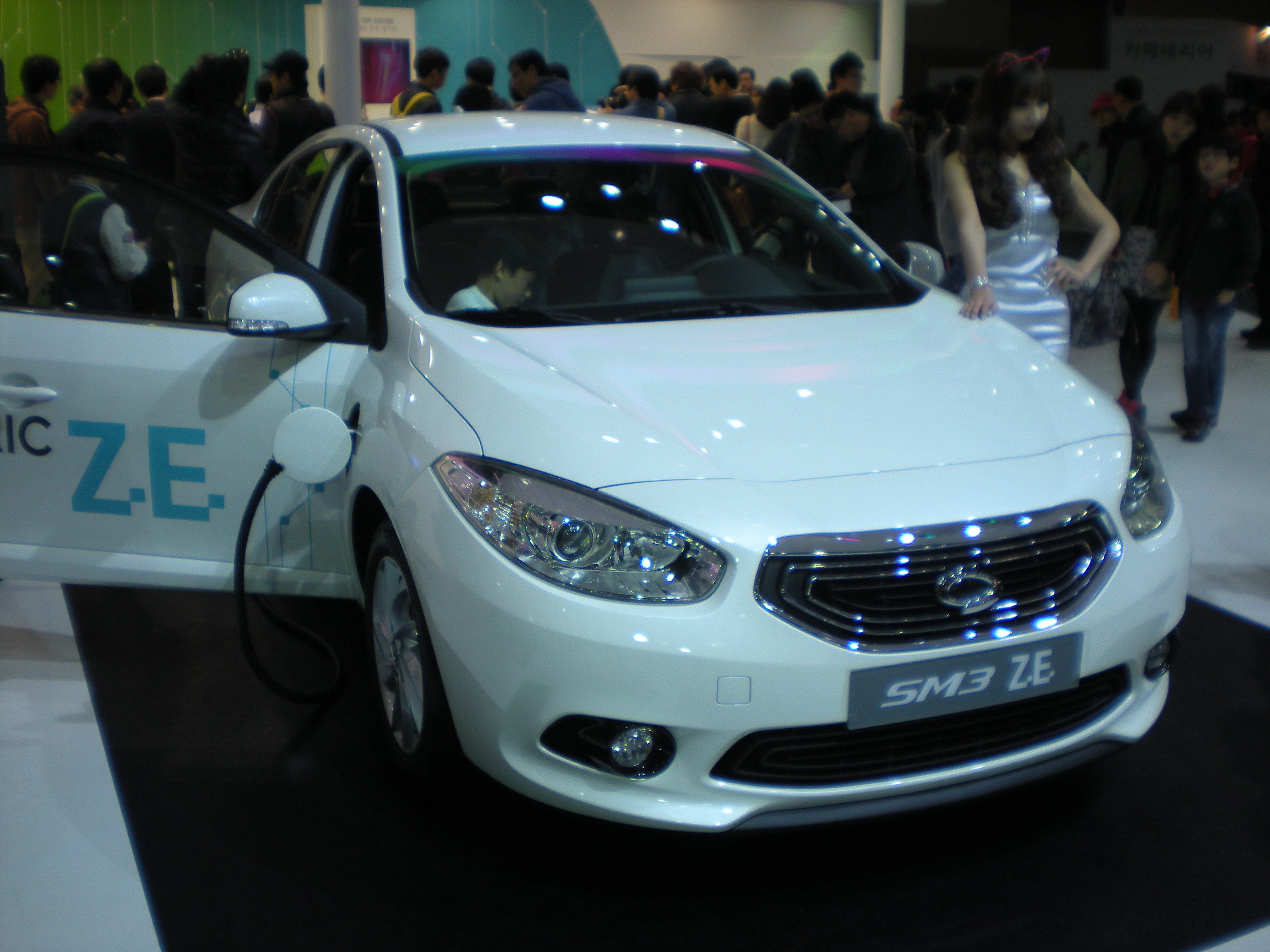
SM3 Z.E.　市販仕様（2013-2016年）　フロント
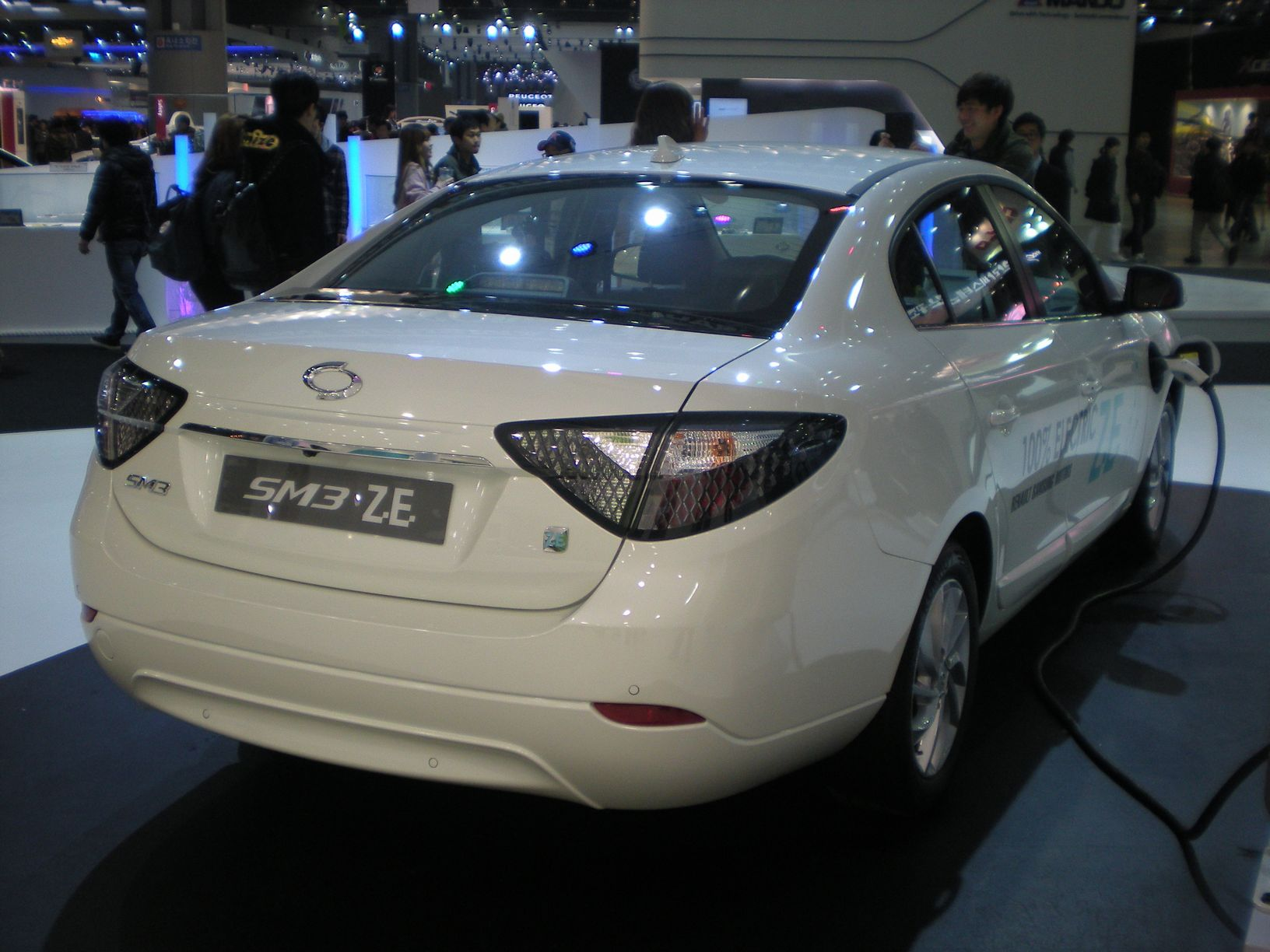
SM3 Z.E.　市販仕様（2013-2016年）　リヤ

## 海外への輸出
初代は2006年から日産ブランドでの輸出が開始された。初代モデルがロシアとウクライナで「日産・アルメーラクラシック」として、パナマとエクアドルにおいては「日産・アルメーラ」として販売されている。この他中東、中南米諸国では「日産・サニー」として販売されている。
2010年には初代SM3が初めてルノーブランドで輸出開始された。同車はメキシコ、コロンビア、エジプトで「ルノー・スカラ」 (Renault Scala) として販売される。
2代目はUAEやクウェート、サウジアラビア、オセアニア、中国など、オヤック・ルノーから輸出していない地域へはルノーサムスンが「ルノー・フルエンス」として輸出する。

## 車名の由来
車名の「SM3」とはSは「SAMSUNG」あるいは「SEDAN」の、Mはドライブを意味する「Motoring」のそれぞれの頭文字、3は車格（準中型車）を意味する。